# Pollia condensata
Pollia condensata är en himmelsblomsväxtart som beskrevs av Charles Baron Clarke. Pollia condensata ingår i släktet Pollia och familjen himmelsblomsväxter. Inga underarter finns listade.